# Saint-Yaguen
Saint-Yaguen è un comune francese di 558 abitanti situato nel dipartimento delle Landes nella regione della Nuova Aquitania.

## Società

### Evoluzione demografica
Abitanti censiti